# Steve Ogrizovic
Steven Ogrizovic (Mansfield, 12 settembre 1957) è un ex calciatore inglese di origine serba, di ruolo portiere.

## Carriera
Ha giocato sempre in Inghilterra. Con il Liverpool vinse, da portiere di riserva, vari trofei nazionali e internazionali, come la  UEFA Champions League e la Supercoppa UEFA. Dal 1984 fino alla fine della sua carriera giocò con il Coventry City, con cui totalizzò più di 500 presenze.

## Palmarès

### Competizioni nazionali
- Campionato inglese: 3

Liverpool: 1978-1979, 1979-1980, 1981-1982
- Coppa d'Inghilterra: 1

Coventry City: 1986-1987
- Coppa di Lega inglese: 2

Liverpool: 1980-1981, 1981-1982
- Charity/Community Shield: 3

Liverpool: 1977, 1979, 1980

### Competizioni internazionali
- Coppa dei Campioni/UEFA Champions League: 1

Liverpool: 1980-1981
- Supercoppa UEFA: 1

Liverpool: 1977